# Women's National Basketball Association 2008
La Women's National Basketball Association 2008 è stata la dodicesima edizione della lega professionistica statunitense.
Vi partecipavano quattordici franchigie, divise in due conference. Al termine della stagione regolare (34 gare), le prime quattro di ogni raggruppamento si giocavano in semifinali e finali il titolo della conference; le due vincenti giocavano la finale WNBA.
Il titolo è stato conquistato per la terza volta dalle Detroit Shock. La Most Valuable Player è stata Candace Parker delle Los Angeles Sparks.

## Stagione regolare

### Eastern Conference
|  |    | Classifica finale 2008 | Pt | G  | V  | P  | PtF | PtS |
|  | -- | ---------------------- | -- | -- | -- | -- | --- | --- |
|  | 1. | Detroit Shock          | -  | 34 | 22 | 12 | -   | -   |
|  | 2. | Connecticut Sun        | -  | 34 | 21 | 13 | -   | -   |
|  | 3. | New York Liberty       | -  | 34 | 19 | 15 | -   | -   |
|  | 4. | Indiana Fever          | -  | 34 | 17 | 17 | -   | -   |
|  | 5. | Chicago Sky            | -  | 34 | 12 | 22 | -   | -   |
|  | 6. | Washington Mystics     | -  | 34 | 10 | 24 | -   | -   |
|  | 7. | Atlanta Dream          | -  | 34 | 4  | 30 | -   | -   |

### Western Conference
|  |    | Classifica finale 2008   | Pt | G  | V  | P  | PtF | PtS |
|  | -- | ------------------------ | -- | -- | -- | -- | --- | --- |
|  | 1. | San Antonio Silver Stars | -  | 34 | 24 | 10 | -   | -   |
|  | 2. | Seattle Storm            | -  | 34 | 22 | 12 | -   | -   |
|  | 3. | Los Angeles Sparks       | -  | 34 | 20 | 14 | -   | -   |
|  | 4. | Sacramento Monarchs      | -  | 34 | 18 | 16 | -   | -   |
|  | 5. | Houston Comets           | -  | 34 | 17 | 17 | -   | -   |
|  | 6. | Phoenix Mercury          | -  | 34 | 16 | 18 | -   | -   |
|  | 7. | Minnesota Lynx           | -  | 34 | 16 | 18 | -   | -   |

## Play-off
|  | Semifinali Conference | Semifinali Conference | Semifinali Conference | Semifinali Conference | Semifinali Conference |  |  | Finali Conference | Finali Conference | Finali Conference | Finali Conference | Finali Conference |  |  | Finali WNBA | Finali WNBA   | Finali WNBA | Finali WNBA | Finali WNBA | Finali WNBA | Finali WNBA |
|  |                       |                       |                       |                       |                       |  |  |                   |                   |                   |                   |                   |  |  |             |               |             |             |             |             |             |
|  | 1EC                   | Detroit Shock         |                       |                       |                       |  |  |                   |                   |                   |                   |                   |  |  |             |               |             |             |             |             |             |
|  | 4EC                   | Indiana Fever         |                       |                       |                       |  |  |                   |                   |                   |                   |                   |  |  |             |               |             |             |             |             |             |
|  | 4EC                   | Indiana Fever         | Detroit Shock         |                       |                       |  |  |                   |                   |                   |                   |                   |  |  |             |               |             |             |             |             |             |
|  |                       |                       |                       |                       |                       |  |  |                   |                   |                   |                   |                   |  |  |             |               |             |             |             |             |             |
|  |                       |                       | N.Y. Liberty          |                       |                       |  |  |                   |                   |                   |                   |                   |  |  |             |               |             |             |             |             |             |
|  | 2EC                   | Connecticut Sun       |                       |                       |                       |  |  |                   |                   |                   |                   |                   |  |  |             |               |             |             |             |             |             |
|  | 2EC                   | Connecticut Sun       |                       |                       |                       |  |  |                   |                   |                   |                   |                   |  |  |             |               |             |             |             |             |             |
|  | 3EC                   | N.Y. Liberty          |                       |                       |                       |  |  |                   |                   |                   |                   |                   |  |  |             |               |             |             |             |             |             |
|  |                       |                       |                       |                       |                       |  |  |                   |                   |                   |                   |                   |  |  |             | Detroit Shock |             |             |             |             |             |
|  |                       |                       |                       | S.A. Silver Stars     |                       |  |  |                   |                   |                   |                   |                   |  |  |             |               |             |             |             |             |             |
|  | 1WC                   | S.A. Silver Stars     |                       |                       |                       |  |  |                   |                   |                   |                   |                   |  |  |             |               |             |             |             |             |             |
|  | 4WC                   | Sacramento Mon.s      |                       |                       |                       |  |  |                   |                   |                   |                   |                   |  |  |             |               |             |             |             |             |             |
|  | 4WC                   | Sacramento Mon.s      | S.A. Silver Stars     |                       |                       |  |  |                   |                   |                   |                   |                   |  |  |             |               |             |             |             |             |             |
|  |                       |                       |                       |                       |                       |  |  |                   |                   |                   |                   |                   |  |  |             |               |             |             |             |             |             |
|  |                       |                       | L.A. Sparks           |                       |                       |  |  |                   |                   |                   |                   |                   |  |  |             |               |             |             |             |             |             |
|  | 2WC                   | Seattle Storm         |                       |                       |                       |  |  |                   |                   |                   |                   |                   |  |  |             |               |             |             |             |             |             |
|  | 2WC                   | Seattle Storm         |                       |                       |                       |  |  |                   |                   |                   |                   |                   |  |  |             |               |             |             |             |             |             |
|  | 3WC                   | L.A. Sparks           |                       |                       |                       |  |  |                   |                   |                   |                   |                   |  |  |             |               |             |             |             |             |             |

## Vincitore
| Campione WNBA 2008        |
| ------------------------- |
| Detroit Shock (3º titolo) |

## Statistiche
| Categoria             | Giocatore                      | Squadra                                   | Stat |
| --------------------- | ------------------------------ | ----------------------------------------- | ---- |
| Punti per gara        | Diana Taurasi                  | Phoenix Mercury                           | 24,1 |
| Rimbalzi per gara     | Candace Parker                 | Los Angeles Sparks                        | 9,5  |
| Assist per gara       | Lindsay Whalen                 | Connecticut Sun                           | 5,4  |
| Palle rubate per gara | Alexis Hornbuckle              | Detroit Shock                             | 2,3  |
| Stoppate per gara     | Lisa Leslie                    | Los Angeles Sparks                        | 2,9  |
| FG%                   | Sancho Lyttle                  | Houston Comets                            | 58,2 |
| FT%                   | Becky Hammon                   | San Antonio Silver Stars                  | 93,7 |
| 3FG%                  | Lisa Willis Edwige Lawson-Wade | New York Liberty San Antonio Silver Stars | 46,8 |

## Premi WNBA
- WNBA Most Valuable Player: Candace Parker, Los Angeles Sparks
- WNBA Defensive Player of the Year: Lisa Leslie, Los Angeles Sparks
- WNBA Coach of the Year: Mike Thibault, Connecticut Sun
- WNBA Rookie of the Year: Candace Parker, Los Angeles Sparks
- WNBA Most Improved Player: Ebony Hoffman, Indiana Fever
- WNBA Sixth Woman of the Year: Candice Wiggins, Minnesota Lynx
- WNBA Finals Most Valuable Player: Katie Smith, Detroit Shock
- All-WNBA First Team:
  - Lisa Leslie, Los Angeles Sparks
  - Candace Parker, Los Angeles Sparks
  - Diana Taurasi, Phoenix Mercury
  - Lindsay Whalen, Connecticut Sun
  - Sophia Young, San Antonio Silver Stars
- All-WNBA Second Team:
  - Sue Bird, Seattle Storm
  - Becky Hammon, San Antonio Silver Stars
  - Lauren Jackson, Seattle Storm
  - Asjha Jones, Connecticut Sun
  - Deanna Nolan, Detroit Shock
- WNBA All-Defensive First Team:
  - Lisa Leslie, Los Angeles Sparks
  - Tamika Catchings, Indiana Fever
  - Sophia Young, San Antonio Silver Stars
  - Ticha Penicheiro, Sacramento Monarchs
  - Tully Bevilaqua, Indiana Fever
- WNBA All-Defensive Second Team:
  - Sylvia Fowles, Chicago Sky
  - Lauren Jackson, Seattle Storm
  - Rebekkah Brunson, Sacramento Monarchs
  - Deanna Nolan, Detroit Shock
  - Katie Smith, Detroit Shock
- WNBA All-Rookie First Team:
  - Candace Parker, Los Angeles Sparks
  - Candice Wiggins, Minnesota Lynx
  - Sylvia Fowles, Chicago Sky
  - Nicky Anosike, Minnesota Lynx
  - Matee Ajavon, Houston Comets
  - Amber Holt, Connecticut Sun